# ヘンダーソンヴィル (テネシー州)

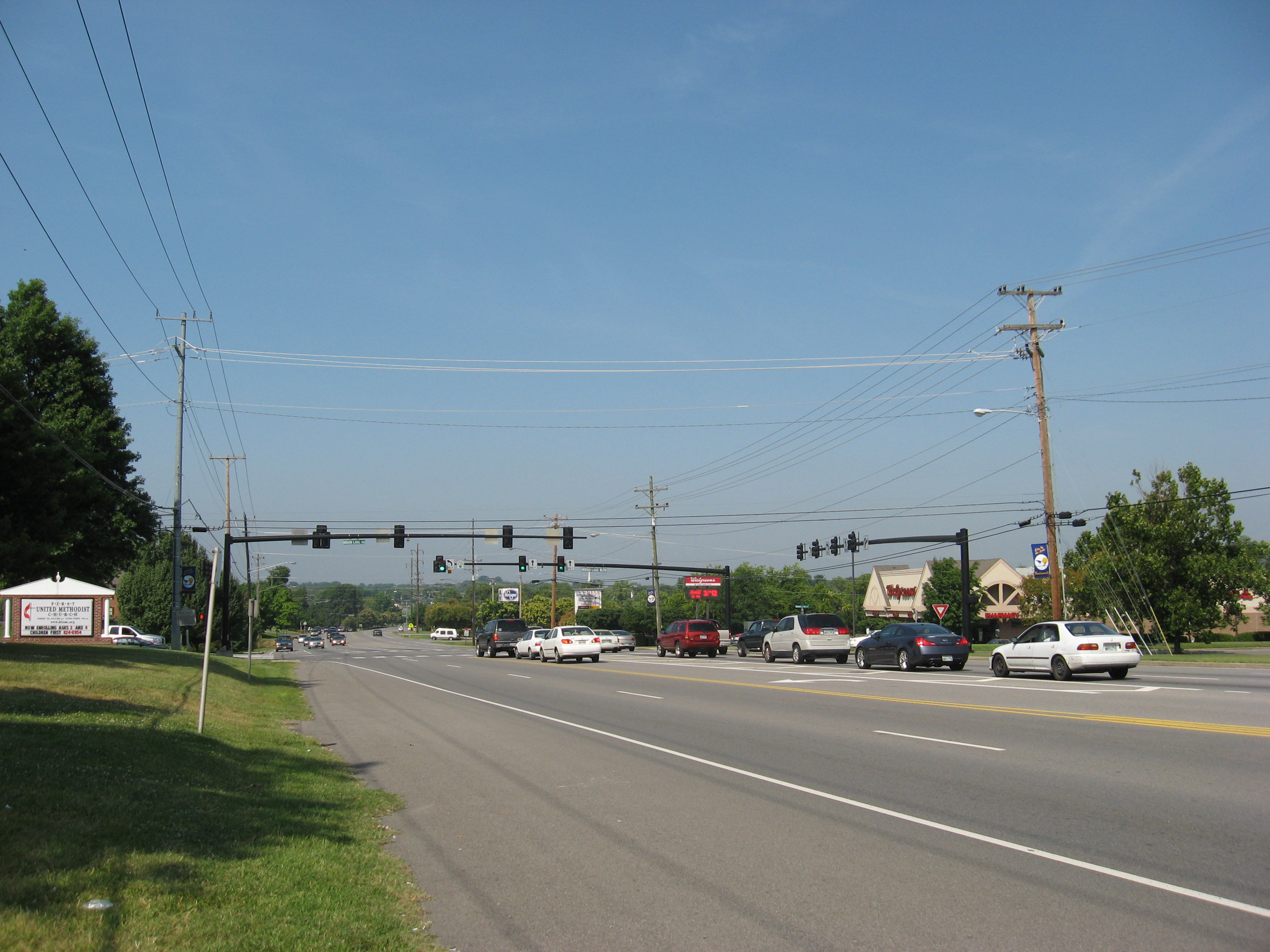
ダウンタウン

ヘンダーソンヴィル（Hendersonville）は、アメリカ合衆国テネシー州のサムナー郡にある都市。人口は6万1753人（2020年） 。ナッシュビルの北東30キロメートルに位置しており、ナッシュビル都市圏に含まれる。近くにオールド・ヒッコリー湖がある。
1784年頃、ダニエル・スミスが定住し、ウィリアム・ヘンダーソンに因んで名付けた。2009年、『ファミリー・サークル』誌により家族向けの町ベスト10にランクインされた。

## 歴史
1784年頃、ダニエル・スミスが入植し、ロック・キャッスルの建設を開始した。1790年、この地の名前の元となったウィリアム・ヘンダーソンが入植。1954年、オールド・ヒッコリー・ダムが完成し、サナー郡で最も人口の多い都市となり、ナッシュビル郊外でフランクリンやマーフリーズボロと並び最も人口の多い都市の一つとなった。1969年、当時約250名だったこの町はL・H・ニューマン(愛称ディンク)の先導により自治体化し、次の数十年に亘りテネシー州内で最も成長の早い都市となった。ヘンダーソンヴィルの人口はテネシー州の人口の0.7%を占めた。南北戦争の間、現在アメリカ合衆国国家歴史登録財に指定されている歴史的邸宅モンヘヴンは野戦病院として使われた。

## 地理
北緯36度18分00秒 西経86度36分22秒 / 北緯36.300084度 西経86.606109度 (36.300084, -86.606109)に位置している。

サムナー郡内の位置

アメリカ合衆国国勢調査局によると総面積32.9平方マイル (85 km2)、そのうち27.3平方マイル (71 km2)が土地で5.6平方マイル (15 km2) (16.93%) が水域である。

## 経済
ローズ・カーの全国本部がある。またビジネス、ショッピング、住居、リクリエーションの複合商業施設インディアン・レイク・ヴィレッジがある。

## 教育

### 教育委員会
ヘンダーソンヴィルの学校はサナー郡教育委員会により管理されている。教育委員会は任期4年の郡の11学区から選出された11人の代表者を含む12人と教育委員会長デル・フィリップスにより構成され、月に一度の公開ミーティングが行なわれる。公立普通学校の2006年夏から2007年夏までの年度予算は約 1億5,350万ドルであった。
郡全体で約1,950名の教師と約1,800名の職員が雇用されている。1日で6,000マイル (9,700 km)をカバーする180以上のバス・ルートがある。郡の学校の床面積の総数は100エーカー (0.40 km2)以上。2007年8月現在、約26,528人の生徒が郡立学校に通っている。
ヘンダーソンヴィルの一部はギャラティン(ステーション・キャンプ高等学校はヘンダーソンヴィルとギャラティンの市境に位置している)とグッドレッツヴィルの学区と重なっている所もある。

### 学校
| 小学校 (K–5) - ジャック・アンダーソン小学校 - ビーチ小学校 - ジーン・ブラウン小学校 - ジョージ・A・ホィットン小学校 - インディアン・レイク小学校 - レイクサイド・パーク小学校 - ナニー・ベリー小学校 - ウォルトン・フェリー小学校 中学校 (6–8) - ロバート・E・エリス中学校 - ホーキンス中学校 - T・W・ハンター中学校 - ノックス・ドス・アット・ドレイクス・クリーク中学校 | 高等学校 (9–12) - ビーチ高等学校 - E・B・ウィルソン夜間学校 - ヘンダーソンヴィル高等学校 マグネット・スクール - メロル・ハイド・マグネット・スクール (K–12) 私立学校 - ヘンダーソンヴィル・クリスチャン・アカデミー (pre-K–12) - ポープ・ジョン・ポール2世高等学校 (9–12) |

## 著名な出身者
- テイラー・スウィフト[7] カントリー歌手
- ゲイリー・アラン,[8] カントリー歌手
- デュアン・アレン[9] カントリー歌手、ザ・オーク・リッジ・ボーイズメンバー
- ジョー・ボンサル[10] カントリー歌手、ザ・オーク・リッジ・ボーイズメンバー
- ヤング・バック[11] (本名: デイヴィッド・ブラウン)、ヒップホップ歌手
- ジョアン・キャンベル[12] 1950年代のロック歌手でトロイ・シールズと結婚
- ジョニー・キャッシュ[13] カントリー歌手
- ジューン・カーター・キャッシュ[13] カントリー歌手
- ウィリアム・リー・ゴードン[14] カントリー歌手、ザ・オーク・リッジ・ボーイズメンバー
- ジェフ・ジャレット[15] プロレスラー
- カレン・ジャレット[16] カート・アングルの元妻で現在ジェフ・ジャレットの妻
- ボブ・ルマン[17] カントリー歌手
- ロニー・マクダウェル[18] カントリー歌手
- レノン・マーフィ[19] シンガーソングライター
- ロイ・オービソン[20] ロック歌手
- ソニー・オズボーン[21] ブルーグラス・バンジョー演奏者
- ラザー・パーキンス[22] カントリー・ギタリスト
- トミー・リッチ,[23] プロレスラー (元NWA世界ヘビー級王者)
- ジョニー・ラッセル[24] カントリー歌手、作曲家
- トロイ・シールズ,[12] カントリー作曲家
- コニー・スミス,[25] カントリー歌手
- フィル・ステイシー[26] カントリー歌手、『アメリカン・アイドル』シーズン6ファイナリスト
- リチャード・スターバン, カントリー歌手、ザ・オーク・リッジ・ボーイズメンバー
- ジョディ・スティーヴンス, カントリー歌手, ファスト・ライドメンバー
- マーティ・スチュアート, カントリー歌手
- コンウェイ・トゥイッティ, カントリー歌手
- ゴールデン・テイト, シアトル・シーホークスワイド・レシーバー
- クリス・ヘンダーソン, 3ドアーズ・ダウンギタリスト
- ダン・シールズ, カントリー・ミュージシャン、イングランド・ダン・アンド・ジョン・フォード・コリーのメンバー
- リチャード・ベイツ, アトランティック・レコード元副社長、オグルヴィ・アンド・メイザーの製作総指揮
- ジミー・フォーチュン, カントリー歌手